# Кюно (озеро)
Кюно — озеро на территории Ребольского сельского поселения Муезерского района Республики Карелия.

## Общие сведения
Площадь озера — 5,3 км², площадь водосборного бассейна — 113 км². Располагается на высоте 206,8 метров над уровнем моря.
Форма озера лопастная, продолговатая: вытянуто с северо-запада на юго-восток. Берега изрезанные, каменисто-песчаные, местами заболоченные.
Через озеро протекает река Кюно, текущая из озера Редъярви и впадающая в озеро Киви, которое протокой соединено с озером Вожъярви, которое, в свою очередь, соединяется протокой с Лексозером, откуда через реки Сулу и Лендерку воды в итоге попадают в Балтийское море.
В озере не менее десятка безымянных островов различной площади, однако их количество может варьироваться в зависимости от уровня воды.
С запада к озеру подходит лесная дорога.
Код объекта в государственном водном реестре — 01050000111102000010649.